# Gräberrund A

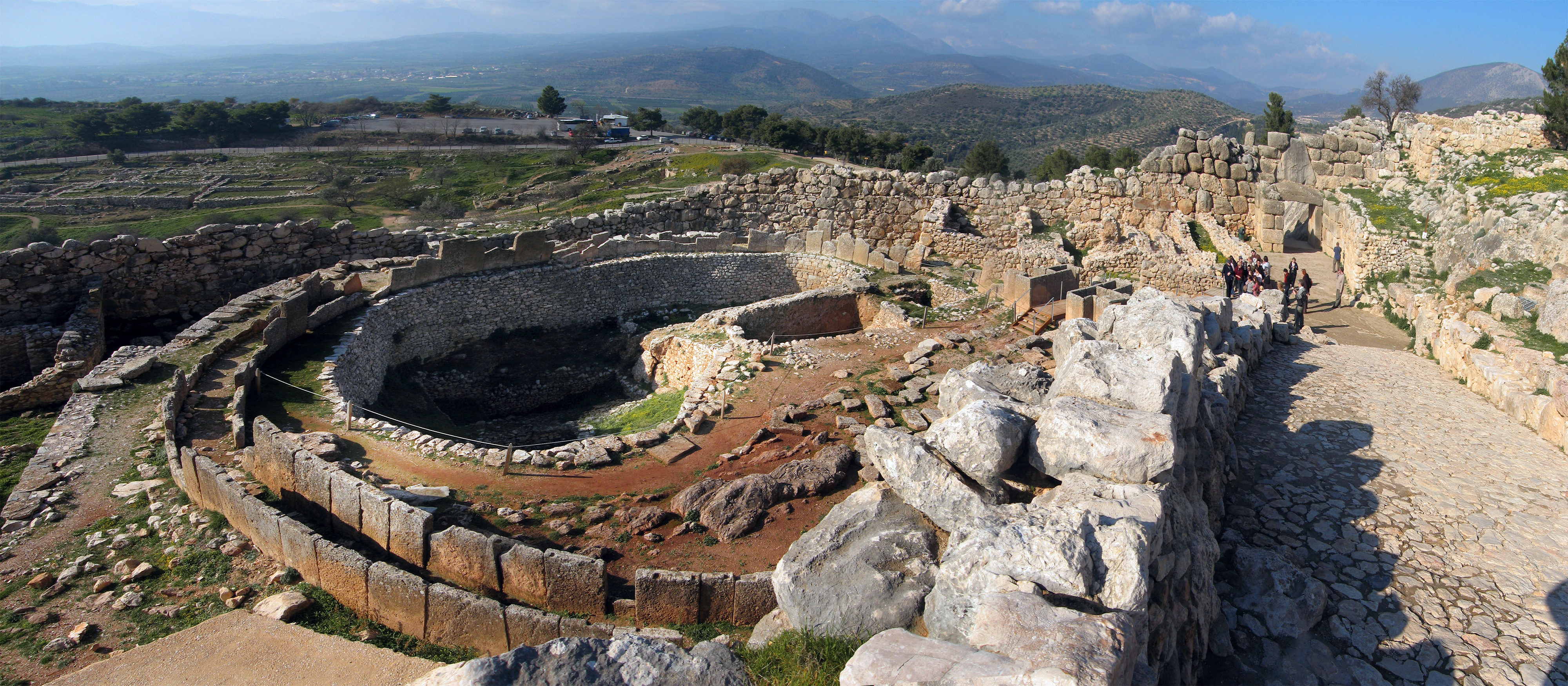
Blick von der sogenannten Rampe

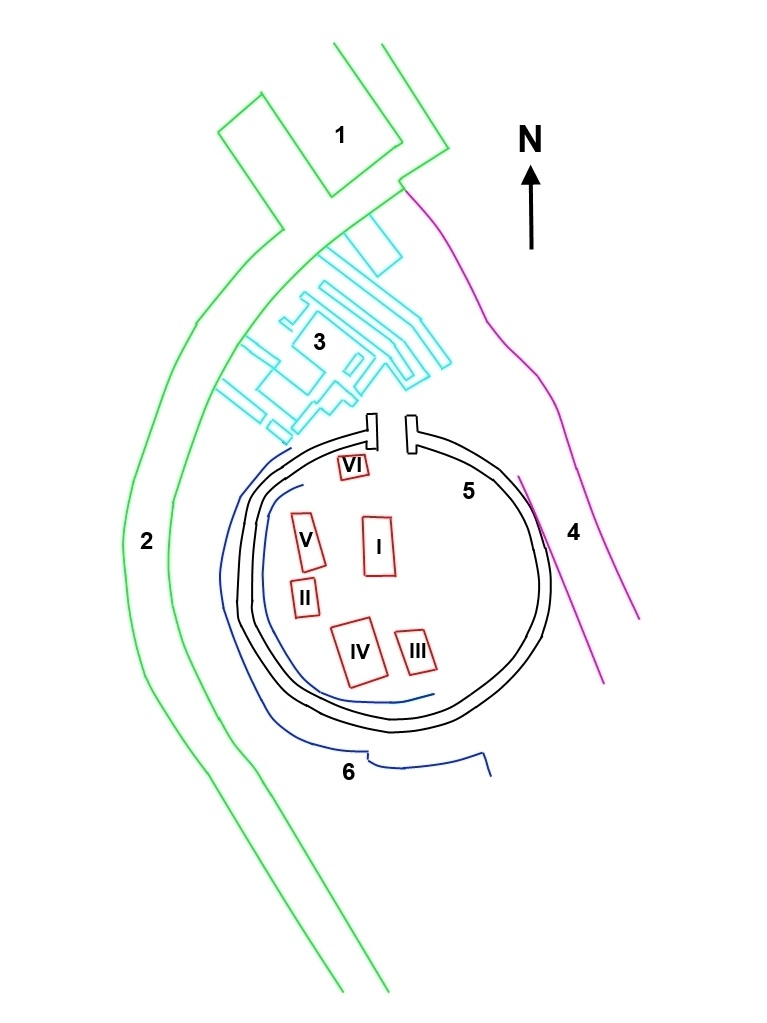
Plan von Gräberrund A

Gräberrund A, Schachtgräberrund A, Grabzirkel A oder Gräberkreis A (griechisch Ταφικός περίβολος Αʹ) bezeichnen einen königlichen Friedhof aus der Bronzezeit auf der Zitadelle von Mykene. Er folgte im 16. Jahrhundert v. Chr. auf Gräberrund B und wurde schließlich zugunsten der Kuppelgräber, die in der Folge für die Oberschicht die bevorzugte Grabform bildeten, aufgegeben.

## Beschreibung
Betritt man die Oberstadt von Mykene durch das Löwentor, so liegt zur Rechten in einer Entfernung von etwa 20 m das Gräberrund A. Es handelt sich hierbei um einen doppelten Plattenring mit einem Durchmesser von etwa 28 m mit einem Eingang im Norden. Innerhalb des Gräberrundes fand man sechs Schachtgräber, in denen insgesamt 19 Tote – 9 Männer, 8 Frauen und 2 Kinder – bestattet waren. Da man in den Gräbern besonders reiche Grabbeigaben fand, vermutete man, dass es sich um Gräber der Herrscherfamilie handelt. Die Grabbeigaben sind heute im Archäologischen Nationalmuseum in Athen ausgestellt. Heinrich Schliemann glaubte, in den Gräbern Anzeichen für Feuerbestattung zu erkennen. Heute geht man jedoch davon aus, dass es sich um Körperbestattungen handelt und die aufgefundene Holzkohle von Brandopfern herrührt. Auf den Felsböden der Gräber gab es eine Schicht Kieselsteine, auf denen die Leichen abgelegt wurden, eine zweite Schicht aus Kieselsteinen bedeckte die Toten. Die Kieselsteine dienten vermutlich dazu, in das Grab eingedrungenes Wasser abzuleiten. Die Zählung der Gräber von Schliemann und Panagiotis Stamatakis unterschieden sich. Man folgt heute Stamatakis’ Zählung.

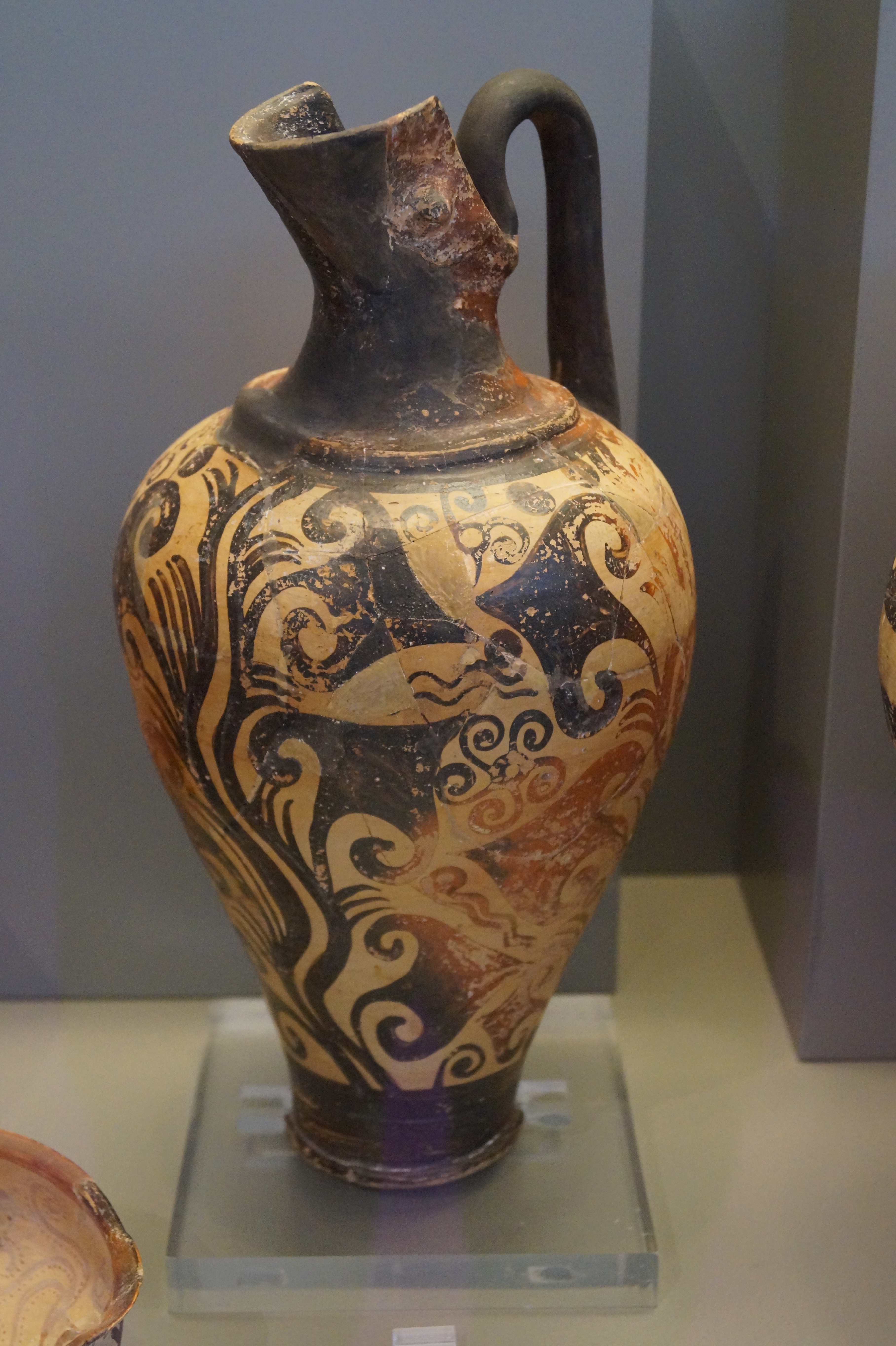
Glänzend bemalte Vase aus Grab I

### Grab I
Über Grab I (bei Schliemann Grab II) standen ursprünglich zwei unskulptierte Grabsteine. Unterhalb des Niveaus des Gräberrundes gab es noch Bruchstücke von zwei weiteren älteren Grabsteinen, die ebenfalls ohne Skulptierung waren. Das fast rechteckige Grab I hat eine Ausdehnung von etwa 5,50 m von Nord nach Süd und 2,80 m von West nach Ost. Es war von oben in den Fels geschlagen und hatte 1,50 m hohe Wände aus unbearbeiteten Feldsteinen, die ohne Mörtel aufeinander gestapelt waren. Auf den Mauern lagen wahrscheinlich Holzbalken und auf diesen Steinplatten, die schließlich mit Lehm bedeckt wurden.
In Grab I waren drei Frauen bestattet. Sie lagen flach auf dem Rücken mit dem Kopf nach Osten und den Füßen nach Westen ausgerichtet. Jede Leiche trug ein goldenes Diadem. Auf den Körpern lagen zweimal fünf und einmal vier Kreuze aus vier Lorbeerblättern aus sehr dünnem Goldblech, die vermutlich auf die Kleidung genäht waren. Weitere Grabbeigaben waren eine Kette aus Glaspaste-Hülsen, dazu Schieber aus Glaspaste und Achat, kleine Messer aus Obsidian, Bruchstücke einer vergoldeten Silbervase, eine Silberschale mit einem Henkel, zwei Bronzemesser und ein bronzenes Gefäß. Neben zwei weiblichen gehörnten Idolen aus Terrakotta, die vermutlich die Göttin Hera darstellen, fanden sich von Hand gefertigte Gefäße, glänzend bemalte und mattbemalte Keramik. Die Fundstücke aus diesem Grab haben die Inventarnummern 184-213. Heinrich Schliemann dokumentierte die Fundumstände in Grab I nur spärlich, so dass die Lage der meisten Objekte nicht nachvollzogen werden kann. Anhand der Ähnlichkeit der Grabbeigaben geht man davon aus, dass die Beisetzung der drei Verstorbenen kurz hintereinander erfolgte.

### Grab II
Oberhalb Grab II (bei Schliemann Grab V) auf dem Niveau des Gräberrundes A stand ein mit Schlangenlinien verzierter und ein unverzierter Grabstein. Etwa 3 m tiefer fand Schliemann zwei weitere unverzierte Grabsteine. Das Grab war 3,05 m lang, 2,15 m breit und 0,60 m tief in den Fels gegraben. An den vier Seiten standen Schiefer-Platten an die Wände gelehnt. Im Grab war nur ein Mann mit dem Kopf nach Osten beigesetzt. Er trug ein goldenes Diadem auf dem Kopf, zur Rechten lagen eine Lanzenspitze, zwei Bronzeschwerter und zwei Bronzemesser und zur Linken ein goldener einhenkeliger Becher.

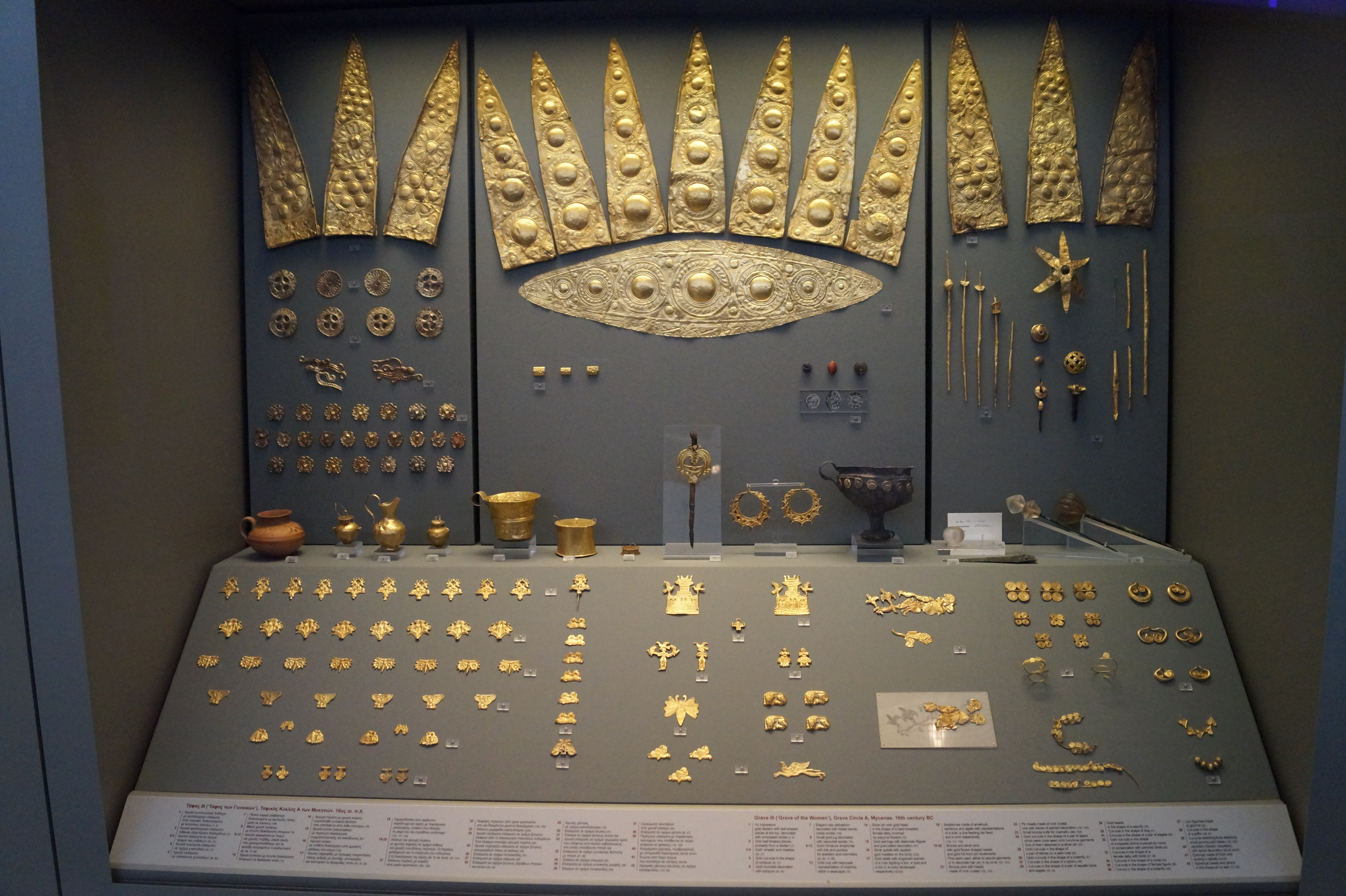
Goldobjekte aus Grab III

### Grab III
Auf diesem Grab (bei Schliemann Grab III) standen innerhalb des Plattenrings zwei Grabsteine ohne Abbildung. 0,60 m unter diesem Niveau lagen zwei und nochmals 0,90 m tiefer noch drei weitere Grabsteine. Das Grab misst von Nord nach Süd 3,70 m und von Westen nach Osten 2,70 m. Das Grab war von oben in den weichen Fels eingetieft und die Mauern aus Schiefer und Lehm gebaut. Von den Deckbalken fand Schliemann vier Endverkleidungen aus Kupfer. Nördlich von Grab III gab es zwei einfache, ältere Gräber.
In Grab III fand Schliemann die Überreste von drei Leichnamen, die er anhand der kleinen Knochen und Zähnen und dem Schmuck als Frauen identifizierte. Sie waren mit dem Kopf nach Osten flach auf den Boden gelegt. Eine Frau erreichte vermutlich ein sehr hohes Alter, da ihre Zähne stark abgenutzt waren. Die Anwesenheit von goldenen Verkleidungsblechen für Kinderleichen deutet darauf hin, dass auch zwei Kinder in Grab III beigesetzt waren. Die Verschiedenheit der Funde deutet auf einen größeren Zeitraum zwischen der ersten und letzten Beisetzung hin. Die Grabbeigaben waren sehr wertvoll. So fand man Halsketten aus Karneol, Amethyst und Bernstein, Fayence-Gefäße, drei Siegelsteine und eine Vielzahl an goldenen Gegenständen. Darunter befanden sich drei Diademe, ein Becher, eine Dose, drei Vasen, zwei Balkenwaagen und 701 goldene Blätter in Repoussé-Arbeit.

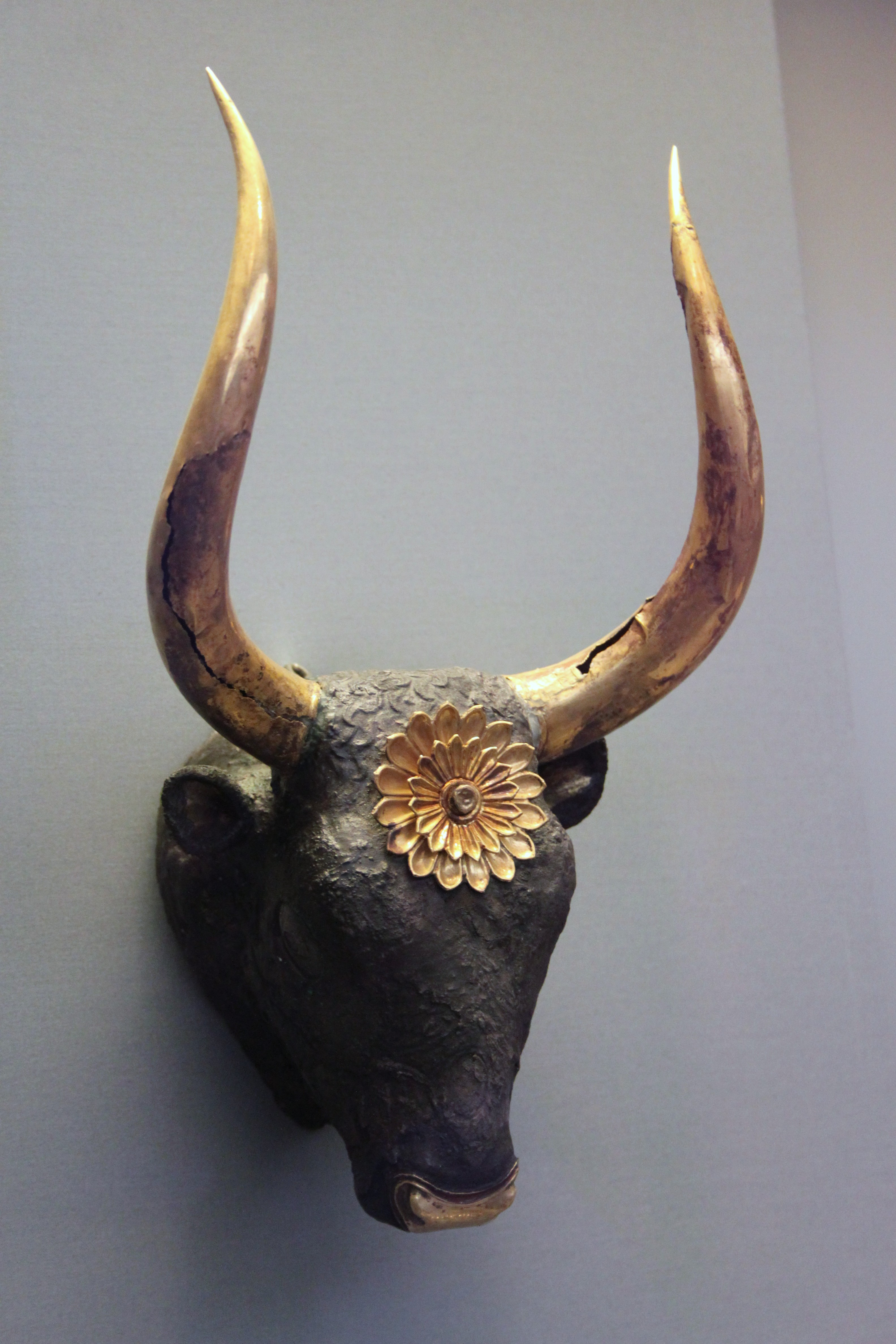
Silbernes Rhyton in Form eines Stierkopfes aus Grab IV

### Grab IV
Grab IV (bei Schliemann Grab IV) ist mit 6,55 m auf 4,10 m das größte Grab im Gräberrund A und hatte die reichsten Grabbeigaben. Über diesem standen innerhalb des Gräberrundes keine Grabstelen, man glaubt jedoch, dass die meisten Bruchstücke von Grabsteinen mit Verzierung, wie zum Beispiel die rekonstruierte Grabstele Heurtley III, ursprünglich zu diesem Grab gehörten. Etwa 4 m tiefer fand Schliemann einen Altar, zwei undekorierte Stelen und eine Säule. Der Altar war oval mit einem Durchmesser von etwa 2 m von Nord nach Süd und 1,60 m von West nach Ost. Er war etwa 1,20 m hoch, war aus kyklopischem Mauerwerk errichtet und hatte eine einem Brunnen ähnelnde runde Öffnung in der Mitte. Man vermutet, dass er der Totenverehrung diente, indem man Trankopfer in die Öffnung goss. Das Grab war von oben in den Fels gehauen und rings herum war eine Mauer aus Schiefer errichtet.
In dem Grab waren 5 Menschen beigesetzt. Drei der Toten, ein Mann und zwei Frauen, waren mit dem Kopf nach Osten im Grab beigesetzt. Zwei Männer lagen – wohl aus Platzgründen – im nördlichen Teil des Grabes mit dem Kopf nach Norden. Die Körper der Männer waren mit Goldmasken und Brustplatten bedeckt. Weitere bedeutende Funde waren der sogenannte Nestorbecher, ein silbernes Rhyton in Form eines Stierkopfes mit goldenen Hörnern, ein goldenes Rhyton in Form eines Löwenkopfes und zwei goldene Siegelringe. Ein Siegelring zeigt zwei Männer auf einem Streitwagen bei der Jagd auf einen Hirsch, auf dem anderen ist eine Kampfszene abgebildet. Weitere Beigaben waren 20 Bronzeschwerter, mehrere bronzene Speerspitzen, goldene Gefäße und Becher, heilige Knoten aus Fayence, ein Rhyton in Form eines Hirsches aus einer Legierung von Silber und Blei und ein Gefäß aus Marmor. Auch bei Grab IV geht man davon aus, dass die Beisetzungen über einen längeren Zeitraum erfolgten.

### Grab V
Grab V (bei Schliemann Grab I) war das erste Grab, das Schliemann entdeckte. Aufgrund von starken Regenfällen lief das Grab mit Wasser voll und er war gezwungen, an einer anderen Stelle weiter zu graben. Erst zum Schluss deckte er das Grab komplett auf. Über dem Grab standen drei Grabstelen mit Darstellung einer Streitwagen-Szene. Die bekannteste Stele wird unter der Inventarnummer NAMA 1428 geführt. Die Grabkammer ist von oben im Norden und Südosten 5 m tief in den Fels gehauen. Da der Fels nach Westen abfällt, ist das Grab westlich nur 3,30 m in den Fels getrieben. Das Grab hat eine Länge von 6,45 m und eine obere Breite von 3,25 m und erweitert sich auf 3,45 m bis zum Felsboden. An allen vier Seiten waren die unteren Wände 0,90 m hoch und 0,60 m dick aus kyklopischem Mauerwerk errichtet. Darauf ruhte eine etwa 2 m hohe Mauer aus Schiefer. Die nordwestlich Ecke des Grabes stößt an die innere Stützmauer des Plattenringes.
In Grab V waren drei Männer mit dem Kopf nach Osten beigesetzt. Der mittlere Leichnam war bereits zur mykenischen Zeit ausgeraubt worden. Die prachtvollsten Beigaben scheinen entfernt worden zu sein. In der Erde darüber fand man goldene Knöpfe, die die Räuber zurückgelassen hatten, außerdem fand man mykenische Scherben, die beim Aufgraben oder danach in die Grube gefallen waren. Die beiden Toten, die nördlich und südlich begraben waren, trugen goldene Masken und Brustplatten – die Maske des südlichen wurde von Schliemann Goldmaske des Agamemnon getauft. Da alle drei Toten mit über 1,65 m recht groß waren, lagen sie mit dem Kopf gegen die östliche Mauer gelehnt, während das Kinn auf die Brust gedrückt war. Der nördliche Leichnam, der noch sehr gut erhalten war, wurde auf etwa 35 Jahre geschätzt. Schliemann glaubte, dass er möglicherweise mumifiziert war.
An Grabbeigaben fanden sich links und rechts der Toten zahlreiche Bronzemesser, Schwerter und Werkzeuge. Drei Bronzemesser waren mit Gold und Silber eingelegt. Man fand mehrere goldene Becher und Gefäße und zu ihren Füßen Kupfergefäße. Bemerkenswert ist eine sechseckige Holzdose. Es sind sechs Goldbleche erhalten, die an der Dose befestigt waren. Zwei sind mit Spiralmuster verziert, zwei weitere zeigen die Jagd eines Löwen auf eine Antilope und auf den letzten zwei ist die Jagd eines Löwen auf einen Hirsch dargestellt.

### Grab VI
Grab VI wurde bei Nachgrabungen von Stamatakis entdeckt. Über dem Grab stand eine unverzierte Grabstele. Mit 3,15 m Länge und einer Breite von 1,85 m war es das kleinste Grab. Es befand sich im nordwestlichen Teil des Gräberrundes und lag teilweise unterhalb des Plattenringes. Zunächst wurde ein Mann in dem Grab beigesetzt. Später, als der Körper zerfallen war, wurden die Knochen zur Seite geschoben und ein weiterer Mann mit dem Kopf nach Osten beigesetzt. Die Knochen dieser beiden Toten sind im besten Erhaltungszustand innerhalb von Gräberrund A. Auf beiden Seiten der Toten lagen Bronzewaffen und Werkzeuge. Am Kopfende fand man einen Goldbecher und zu den Füßen Tongefäße. Die Tongefäße mit matter und glänzender Bemalung ähneln denen aus Grab I. Man geht deshalb davon aus, dass diese Gräber zur gleichen Zeit angelegt wurden.

### Weitere Gräber
Schliemann fand östlich von Grab III ein kleines mittelhelladisches Grab, das er jedoch nicht näher beschrieb. Stamatakis entdeckte vier weitere mittelhelladische Gräber im östlichen Teil des Gräberrundes A. Auch er dokumentierte den Fundumstand nicht, da sie nur einfache Grabbeigaben enthielten. Die gefundene Keramik wird in die späte mittelhelladische Zeit (MH III) datiert.

### Der Plattenring
Als man um 1250 v. Chr. die kyklopische Stadtmauer errichtete, entschloss man sich, die alten königlichen Gräber mit der Mauer mit einzuschließen. Deshalb errichtete man zwischen den Gräbern und der neuen Mauer eine außen geböschte Stützmauer und füllte das Gelände über den Gräbern mit Erde auf, bis man eine fast ebene Fläche erhielt – der Zwischenraum zwischen Stadtmauer und Stützmauer wurde nicht aufgefüllt. Im Osten wurde der anstehende Fels abgeflacht, so dass der östliche Bereich nur etwa 1,35 m höher lag als der aufgeschüttete Teil. Auf diesem Untergrund errichtete man den doppelten Plattenring. Er wurde aus oolithartigen Süßwasserkalksteinplatten gebaut. Man errichtete zwei konzentrische Plattenringe, einen inneren mit einem Durchmesser von etwa 25 m und einen äußeren von etwa 28 m. Die Ringe waren fast kreisförmig, nur im Nordwesten war der Kreis etwas ausgebeult, um Grab V komplett einzuschließen. Die beiden Plattenringe hatten einen Abstand von etwa 1,40 m, nur im Osten nahe der Rampe wurde der Abstand reduziert. Die Breite der Platten schwankte zwischen 0,43 m und 1,32 m. Im Osten, wo die Platten direkt auf dem Fels ruhten, waren kreisförmige Rinnen für die Platten in den Fels geschlagen. Die östlichen Platten hatten eine Gesamthöhe von etwa 1,34 bis 1,45 m, die westlichen waren über 2 m hoch. Die westlichen Platten waren zwar tiefer eingegraben als die östlichen, man ließ sie aber auch höher aus dem Boden ragen, damit man so etwas den Höhenunterschied ausgleichen konnte. An der Baustelle fand man Steinsplitter, die zeigen, dass die Steinplatten an Ort und Stelle zugerichtet wurden.
Der Raum zwischen den Plattenringen war vermutlich mit Erde aufgefüllt. Gegenüberliegende Platten waren mit Querhölzern verbunden, so wurde verhindert, dass sich deren Abstand änderte. Nebeneinander liegende Platten waren jedoch nicht verbunden. Auf den konzentrischen Ringen lagen Abdeckplatten. Im Norden des Plattenringes gibt es einen 2,50 m breiten Eingang mit doppelten Anten. Die Türschwelle besteht aus drei großen Steinplatten. Im Westen unterhalb des Gräberrundes A lagen die königlichen Gräber, über diesen waren die Grabsteine mit der Bildseite nach Westen aufgestellt. Von dem ursprünglichen Pflaster sind im Osten des Gräberrundes noch einige Platten erhalten. Schliemann vermutete, dass es sich bei dem Gräberrund um eine Art Agora handeln würde. Heute geht man jedoch davon aus, dass die Anlage der Heroen-Verehrung diente.

### Die Grabstelen
Man fand neben unskulptierten Stelen sechs Reliefstelen und weitere 26 Bruchstücke mit Relief. Zehn Bruchstücke mit figürlicher Darstellung konnte man mindestens fünf weiteren Stelen zuordnen, so dass es insgesamt mindestens elf Reliefstelen gab. Auf den Grabstelen sind entweder nur geometrische Muster wie zum Beispiel Spiralen dargestellt oder zusätzlich Streitwagen- und Jagd-Szenen. Aufgrund der Szenenwahl gab es die Vermutung, dass nur Männern Grabstelen mit Verzierung aufgestellt wurden. Dies konnte bisher jedoch nicht eindeutig bewiesen werden. Man ordnete neun Stelen den neun männlichen Toten zu. Da von den beiden Kindern, die in Grab III beigesetzt wurden, nicht das Geschlecht bestimmt werden konnte, gibt es die Möglichkeit, dass es sich um zwei Jungen gehandelt haben könnte und man könnte dann diesen beiden die verbliebenen Grabstelen zuordnen.
Auch das Alter der Reliefstelen konnte bisher nicht eindeutig bestimmt werden. Der österreichische Archäologe Wolfgang Reichel, der 1893 die Stelen näher untersuchte, stellte fest, dass der Grabstein NAMA 1427 und weitere vier Bruchstücke aus einem anderen Stein gefertigt wurden als der überwiegende Teil. Die meisten Stelen und Bruchstücke bestehen aus demselben Süsswasserkalkstein, aus dem auch die Platten des Plattenrings gefertigt wurden. Der Grabstein NAMA 1427 wurde aus einem weichen, grauen Kalkstein, der vor Ort gebrochen wurde, hergestellt, drei Bruchstücke sind aus dichterem weißem und ein Bruchstück aus dichterem, rötlichem Kalkstein. Außerdem unterscheiden sich diese Stücke auch stilistisch. So ist das Relief nur wenig eingetieft – die Darstellung ist aber detaillierter und lebendiger als auf den Stelen aus Süsswasserkalkstein. Reichel vermutete deshalb, dass nur die Stele NAMA 1427 und die vier Bruchstücke ins 16. Jahrhundert v. Chr. datieren und die anderen Stelen erst im 13. Jahrhundert v. Chr. zusammen mit den Platten des Plattenrings angefertigt wurden – vielleicht sollten sie schadhaft gewordene Stelen ersetzen.
Heute geht man jedoch davon aus, dass die Stelen aus dem 16. Jahrhundert v. Chr. stammen. Die frühmykenische Ornamentik der Grabstelen findet sich auf zahlreichen Grabbeigaben der Schachtgräber wieder. In den frühen Kuppelgräbern sind sie noch teilweise präsent, während sie schon bald durch neue Muster ersetzt werden.

## Geschichte
Im Mittelhelladikum beschränkte sich die Stadt auf den höher gelegenen Teil der Erhebung östlich des Gräberrundes A. Die kyklopische Mauer war noch nicht gebaut, und das Gelände um das Gräberrund, das zu dieser Zeit noch steiler abfiel, wurde als Friedhof genutzt. Möglicherweise wurden die kleinen Hockergräber im 17. und 16. Jahrhundert v. Chr. zwischen Wohnhäusern angelegt. Im frühen Späthelladikum etwa von 1580 bis 1510 v. Chr. wurden schließlich die königlichen Gräber angelegt. Hierbei wurden anscheinend ältere Gräber zerstört. Die Verstorbenen wurden wahrscheinlich in Tücher gewickelt und auf dem Boden der Gräber abgelegt. Die Gräber wurden mit Steinplatten abgedeckt und über jedem Grab wurde vermutlich ein kleiner Grabhügel aufgeschüttet und darauf Grabsteine aufgestellt. Zur weiteren Beisetzung wurden die Gräber wieder abgeräumt, die Bestattung vorgenommen und die Gräber wieder verschlossen. Ab etwa 1510 v. Chr. wurden auf diesem Friedhof keine weiteren Bestattungen vorgenommen.
Zeitgleich mit der kyklopischen Stadtmauer errichtete man auch den Plattenring und stellte die Grabstelen darin auf. In hellenistischer Zeit wurden auf dem Plateau Wohnhäuser errichtet – die Gräber waren anscheinend in Vergessenheit geraten. Der Zwischenraum zwischen Stadtmauer und Stützmauer blieb jedoch bis zu dieser Zeit frei zugänglich.

## Erforschung
Pausanias berichtet, dass in der Stadt Mykene die Gräber von Atreus, Kassandra, Agamemnon, Eurymedon, Elektra und eines für die Zwillinge Teledamos und Pelops lagen. Heinrich Schliemann, der das Grab der Kassandra in Amyklai vermutete, rechnete nur mit fünf Gräbern. Entgegen der Vermutung anderer Wissenschaftler, die die Gräber westlich der Oberstadt vermuteten, glaubte Schliemann, dass die Gräber innerhalb der Befestigung lägen. Im Februar 1874 begann Schliemann mit ersten Sondierungen und ließ innerhalb der Mauern insgesamt 34 Schächte in den Boden graben. Da er auf einer Terrasse im Südwesten des Löwentores eine einer Grabstele ähnliche unskulptierte Steinplatte und Terrakotta-Figuren fand, entschloss er sich, dort systematische Ausgrabungen durchzuführen. Vom 7. August 1876 bis zum 28. November desselben Jahres grub Schliemann fünf Gräber (Grab I-V) innerhalb des Gräberrundes aus. Er vermutete, dass dies die von Pausanias erwähnten Gräber seien, und soll die Grabungen mit den Worten: „Pausanias hatte fünf Gräber erwähnt. Ich habe sie gefunden. Es ist nicht nötig, länger auszugraben.“ eingestellt haben.
Heinrich Schliemann irrte jedoch, die Gräber waren etwa 350 Jahre älter als vermutet. Außerdem waren die Grabsteine und der Plattenring von einer hellenistischen Schicht überlagert und waren im 2. Jahrhundert n. Chr., als Pausanias Mykene besuchte, schon lange verschüttet. Von November 1877 bis März 1878 führte Panagiotis Stamatakis die Grabungen weiter und entdeckte Grab VI. Da die Stützmauer instabil war, wurde sie kurze Zeit später zum Teil neu aufgesetzt. Im Jahre 1917 untersuchte Antonios Keramopoulos das Gräberrund A erneut und entdeckte Hinweise auf einen späteren Heroenkult. 1920 untersuchte Alan Wace die Stützmauer und fand innerhalb dieser nur Keramik aus der letzten Phase der späthelladischen Zeit (SH III). 1939 konnte Alan Wace nachweisen, dass die königlichen Gräber ursprünglich Teil eines größeren Friedhofes waren und erst mit dem Bau des Gräberrundes und der kyklopischen Stadtmauer abgetrennt wurden. Weitere Sondierungen in der Stützmauer führten von 1950 bis 1952 Kenneth Rowe und 1952 Frank Henry Stubbings durch. Man fand ausschließlich SH III B-Keramik. Hiermit konnte gezeigt werden, dass der Plattenring erst um 1240 v. Chr. zeitgleich mit dem Löwentor errichtet wurde.